# Listă de artiști ai Roadrunner Records
Acesta articol prezintă artiștii actuali și din trecut care au semnat contracte cu casa de discuri Roadrunner Records.

## Artiști actuali ai Roadrunner Records
| - 36 Crazyfists (înafară de SUA) - 8 Foot Sativa (NZ) - A Skylit Drive (înafară de Fearless) - Adaje - Airbourne (înafară de Australia) - Alesana (inclusiv Fearless) - Alter Bridge (înafară de America de Nord) - The Amity Affliction - Atreyu (înafară de SUA) - At The Skylines - Avenged Sevenfold (Marea Britanie și Europa) - Baptized In Blood - Ben Smith And The Associates (SUA) - Berri Txarrak (Spania) - Betzefer (înafară de SUA) - Biffy Clyro (SUA și Japonia) - Bleeker Ridge - Billy Talent (SUA) - Black Stone Cherry - Brigade (Japonia) - Brujeria - Cavalera Conspiracy - Coal Chamber - Channel Zero - Close to Me - Clovve - Collective Soul - Convent of Mercy (Australia) - Dååth - Defiance - Delight (Polonia) - De Novo Dahl - The Devil Wears Prada - Direwolve - Divine Heresy (înafară de SUA) - Dommin - Doug Stanhope - Down (înafară de SUA) | - DragonForce (SUA, Australia, Franța și Marea Britanie) - Dream Theater - Dry Ivory - Electric Eel Shock (Japonia) - Eric Stadler - FC Five (Japonia) - Fiction Plane - Funeral for a Friend (înafară de SUA și Marea Britanie) - Garrett Lewis - Garrett "Baby Hands" Metts - Gojira - Grand Magus - Hail the Villain (SUA) - Halestorm (Marea Britanie și Europa) - Hamlet (Spania) - Heartist - Hopesfall (înafară de America de Nord) - Horse the formație (Australia și Japonia) - Inglorious (SUA și Marea Britanie) - Jonas Goldbaum (Germania) - Kenny Wayne Shepherd - Killswitch Engage - Kids In Glass Houses - Kiss (Marea Britanie și Europa) - Korn - Kvelertak (înafară de Scandiavia) - Lamb of God (înafară de America de Nord) - Lenny Kravitz - Lynyrd Skynyrd - Lucidream - Machine Head - Madina Lake - Make Them Suffer (Australia) - Mastodon (înafară de America de Nord) - Mötley Crüe - Murderdolls - Negative (Europa) - Nickelback (înafară de Canada) - Nightwish (SUA) - Nights Like These | - Opeth - Pain (Nordic Territories și Europa) - Patmos - Periphery (înafară de SUA și Canada) - Porcupine Tree (înafară de Japonia) - Queensrÿche - Ratt - The Red Shore (Australia) - Requiem (Marea Britanie) - Revoker - Royseven - Rush (înafară de Canada) - Sammy Hagar - Satyricon (înafară de SUA și Norway) - Shihad - Shinedown (înafară de SUA) - Silverstein (Australia) - Slash (Europa) - Slipknot (înafară de Scandinavia) - Soziedad Alkoholika (Spania) - Sons of Sadism - Spoil Engine - Staind (înafară de SUA) - Steadlür - Stereoside - Steve Miller formație - Stone Sour - Taking Dawn - The Parlor Mob - The White Room (Australia) - The Wombats (SUA) - Theory of a Deadman - Throwdown (înafară de SUA) - Times of Grace - Trivium - Within Temptation - Young the Giant |

## Foști artiști
| - 3 Inches of Blood (2004–2008) - The Agony Scene (2005) - Amanda Palmer (2010) - Alexisonfire - Amen (1999) - Annihilator (1989–1994) - Anti-Mortem (2011) - Anyone (2001) - Artillery (1990) - Atrocity (1990–1992) - Baby Fox - Believer (1991–1994) - Biohazard (1992, 1997) - Black Label Society (2006) - Behind Crimson Eyes - Black Train Jack - Buzzoven (1994) - Caliban (2004–2009) - Chimaira (2001–2006) - CKY (2006–2010) - The Creetins - Cradle of Filth (2004–2010) - The Cult (2007) - Cyclone - Cynic - Death - Deicide (1990-2001) - Delain - Depeche Mode (Brazil) - DevilDriver (2002–2011) - Dog Eat Dog - DoubleDrive (2003) - Downer - Downthesun | - Disincarnate - Dresden Dolls - Dry Kill Logic - Exhorder - Faktion - Fear Factory - Fish - Five Pointe O - Floodgate - Glassjaw - Gorguts (1991-1993) - Heathen - Ill Niño - Immolation - Jerry Cantrell - Junkie XL - Karma to Burn - Heaven și Hell - Hatebreed - The Karelia - Khoma - King Diamond (1985–1995) - Krypteria - Life Of Agony - Madball - Malevolent Creation (1990–1994) - Megadeth (2006–2013) - Mercyful Fate (1983–1992) - Metallica (Netherlands) - The Misfits - The Moon Seven Times - Mutiny Within - Non-Intentional Lifeform - Nailbomb - Obituary (1988-2006) | - Out - Optimum Wound Profile - Outlaws (1993) - Painting Over Picasso (1994) - Pestilence - Pe'z (Japonia, 2005-2007) - Port Amoral - Possessed (1985) (Europa) - Powersurge (1991) - Queens of the Stone Age (1998) - Realm (1988–1990) - Rob Zombie (2010) - Sanctity - Satan - Sepultura (1988–2002) - The Sheila Divine (1999) - Sinch (2002–2004) - Shelter - Soulfly - Sparks - Spineshank (1998–2004) - The Stranglers (Germania) - Still Remains - Suffocation (1991–1995) - Thor (1985) - Thornley (2004) - Toxik - Type O Negative (1991–2006) - Wednesday 13 - Westworld - Willard (1991) - The Workhorse Movement (2000) - Xentrix (late 1980s to early 1990s) - Vision of Disorder |